# Guerra de la galleda
La Guerra de la Galleda (en italià: Guerra della secchia rapita) o guerra de la galleda robada es va lliurar el 1325 entre les ciutats-estat de Bolonya i Mòdena. La guerra va ser un dels múltiples conflictes entre els güelfs i els gibel·lins i va tenir lloc a la regió d'Emília-Romanya, al nord d'Itàlia. La vencedora va ser la ciutat de Mòdena després de la batalla de Zappolino, l'únic esdeveniment de la guerra.
Un mite comú entorn a la Guerra de la Galleda és que va ser causada perquè els modenesos van robar una galleda d'un pou bolonyès. Això no obstant, aquesta teoria és considerada incorrecta perquè segons els relats més precisos de l'època els modenesos es van emportar la galleda com a trofeu de guerra. El casus belli que va iniciar el conflicte va ser la captura per part de les tropes modeneses del castell bolonyès de Monteveglio.

## La batalla de Zappolino
Després de la traïció de Monteveglio, Bolonya va mobilitzar un exèrcit de 32.000 homes. Els soldats van marxar cap a Mòdena el 15 de novembre de 1325 i van lluitar contra 7.000 modenesos comandats per Bonacolsi que es trobaven a Zappolino, una zona que pertanyia al territori bolonyès.
Les tropes de Bolonya van ser derrotades i van fugir cap a les muralles de la seva ciutat. Es calcula que van morir uns 2.000 homes a cada bàndol.
Alguns relats afirmen que els modenesos van robar una galleda d'un pou situat just als afores de Zappolino com a trofeu de guerra. La galleda de roire encara continua a la ciutat de Mòdena i està conservada a l'Ajuntament.